# Сюняев, Шамиль Рашидович
Шами́ль Раши́дович Сюня́ев (род. 17 января 1971, Москва) — профессор биомедицинской информатики и профессор медицины (англ. Professor and Distinguished Chair of Computational Genomics) Гарвардской медицинской школы, руководитель исследовательской лаборатории клиники «Бригам энд Вименс» (Brigham & Women’s Hospital), ассоциированный член Объединённого института Гарвардского университета и Массачусетского технологического института.

## Биография
Шамиль Сюняев родился в Москве 17 января 1971 года. Его отец советский и российский астрофизик, академик РАН Рашид Сюняев. Его брат Али Сюняев — профессор в Технологическом институте Карлсруэ. У Шамиля Сюняева есть ещё один брат, Усман — информатик и сестра, Зульфия — врач.
В 1988 году Шамиль окончил среднюю школу и поступил в Московский Физико-технический институт.
В 1994 годы окончил факультет физико-химической биологии МФТИ. В этом же году поступил в аспирантуру Института молекулярной биологии имени В. А. Энгельгардта. Его научным руководителем стал В. Г. Туманян. В 1997 году защитил кандидатскую диссертацию по теме «Статистический подход к задаче распознавания пространственной укладки белковой глобулы по аминокислотной последовательности».
Далее, под руководством Пира Борка (Peer Bork), прошёл подготовку «постдока» в Европейской молекулярно-биологической лаборатории (EMBL).
Затем, переехав в США, начал работу в Гарвардском университете. В настоящее время он профессор биомедицинской информатики и профессор медицины (англ. Professor and Distinguished Chair of Computational Genomics) Гарвардской медицинской школы и руководитель исследовательской лабораторией в клинике «Бригам энд Вименс» (Brigham and Women’s Hospital), а также ассоциированный член Объединённого института Гарвардского университета и Массачусетского технологического института.
Интересно, что в данном случае несколько мест работ связано с тем, что Гарвардский университет не имеет собственных исследовательских клиник, поэтому профессорское звание и преподавание в Гарварде формально не совпадает с местом работы в клинике.

## Текущие научные интересы
Основные научные интересы Ш. Сюняева относятся к созданию новых статистических и вычислительных методов генетики, геномики и протеомики, преимущественно ориентированных на исследования наследственной изменчивости генотипа человека. С помощью теоретических моделей эволюционной генетики осуществляется анализ полногеномных данных об индивидуальных последовательностях ДНК и данных по функциональной геномике. Лаборатория Шамиля Сюняева разрабатывает методы компьютерного предсказания эффекта мутаций человека на функцию и структуру белков. Методы основаны на подходах молекулярной эволюции и биофизики белков и применимы в медицинской генетике. Лаборатория также активно участвует в проектах по анализу генетической изменчивости и генетике многофакторных болезней, ведёт исследования по вычислительным методам в протеомике и биологии развития.
Ш. Сюняев руководит рядом проектов финансируемых Национальными институтами здравоохранения США.
В разное время Шамиль Сюняев был членом редакционных коллегий различных журналов, как например, American Journal of Human Genetics. Был удостоен премии для начинающих ученых, присуждаемой журналом «Геномные Технологии», и Международной Премией за исследования HDL холестерина, присуждаемой корпорацией Pfizer. Приглашается в качестве эксперта в области биоинформатики.
Ш. Р. Сюняев — автор множества работ опубликованных в ведущих научных изданиях мира. Его индекс Хирша на конец 2016 года составляет 54 (по Science Citation Index) и 61 (по Google Scholar).

## Семья
Шамиль Сюняев женат. Его сына зовут Рауф, а дочь Адиля.